# Ricardo Carmona (físico)
Ricardo Carmona Contreras (n. Almería; 1948 y f. Murcia; 10 de diciembre de 1986) fue un físico español.

## Biografía y trayectoria profesional
Licenciado en Ciencias Físicas por la Universidad de Sevilla, se doctoró en 1986 con la tesis Análisis, modelado y control de un campo de colectores solares distribuidos con sistema de seguimiento en un eje, dirigida por el profesor Valeriano Ruiz Hernández (presidió el tribunal el profesor Javier Aracil Santonja). Durante sus años de estudiante fue galardonado con el premio Holanda de investigación.
Fue el primer director de la Plataforma Solar de Almería, en Tabernas (provincia de Almería), puesto que ocupó con apenas treinta y siete años. 
En agosto de 1986 resultó herido en un accidente ocurrido en la Plataforma Solar a causa de una fuga de sodio. Murió en diciembre de ese mismo año tras un accidente automovilístico ocurrido en las cercanías de Albox, en la provincia de Almería.
La Cámara de Comercio de Almería entrega anualmente desde 2004 los premios Ricardo Carmona a la innovación e investigación en energías renovables.

## Publicaciones
- Francisco Rodríguez Rubio, Eduardo Fernández Camacho, Ricardo Carmona Contreras: Control Adaptativo del Campo de Colectores Distribuidos Acurex de la Planta Solar SSPS de Almería. Técnica de Regulación y Mando Automático. Escuela Técnica Superior de Ingeniería de la Universidad de Sevilla. Vol. 19. Núm. 145. 1985. Pag. 139-143[4]